# Bauernroman
Der Bauernroman oder die Bauernerzählung ist eine Form der Epik, die durch die literarische Darstellung bäuerlichen Lebens charakterisiert ist.
Im deutschsprachigen Raum werden Bauernromane und -erzählungen seit 1840 meist als „Dorfgeschichten“ bezeichnet, wobei jedoch strittig und fraglich ist, ob diese gegenüber der internationalen Bauernprosa tatsächlich ein selbstständiges literarisches Genre bilden.

## Begriffsabgrenzung
Viele deutschsprachige Bauernromane tragen Merkmale von Heimatromanen, einen Genre, das sich im deutschen Sprachraum im späten 19. Jahrhundert aus der Dorfgeschichte entwickelt hat und dessen Besonderheit darin besteht, dass das Ländliche idealisiert und als ursprüngliche Idylle beschrieben und explizit vom (negativ bewerteten) modernen Städtischen abgegrenzt wird.

## Deutschsprachige Literatur
Eine Typologie der Bauernprosa, die er als „Dorfgeschichten“ bezeichnet, hat in seinem Sachwörterbuch der Literatur Gero von Wilpert aufgestellt. Er charakterisiert dazu Werke und Werkgruppen, in denen Dichter seit dem späten Mittelalter die dörfliche Welt schildern: Dörperliche Dichtung, Meier Helmbrecht, Wittenwilers Ring, Facetien und Schwänke, Der abenteuerliche Simplicissimus, Anakreontik, Hallers Die Alpen, Pestalozzis Lienhard und Gertrud, Werke von Johann Heinrich Voß, Mathias Claudius, Johann Peter Hebel, Jeremias Gotthelf. Die Zeitreihe enthält anfangs Dichtungen, in denen der Bauernstand von höfisch-ritterlichem oder stadtbürgerlichem Standpunkt aus lächerlich gemacht wird, während gegen Ende, in der Literatur der zweiten Hälfte des 18. und der ersten des 19. Jahrhunderts, die bäuerlich-dörfliche Welt genauso ernst genommen und wertgeschätzt wird wie andere menschliche Lebensformen (Aufhebung der sogenannten Ständeklausel). Dichtungen wie Das Haidedorf (Adalbert Stifter 1840), Die Judenbuche (Annette von Droste-Hülshoff 1842), Die Heiterethei und ihr Widerspiel (Otto Ludwig 1857) sieht von Wilpert weit über die sympathisierende Milieuschilderung hinausragen. Als „höchste Erfüllung der Gattung“ betrachtet er Romeo und Julia auf dem Dorfe (Gottfried Keller 1856). Auch erinnert er mit Namen wie Balzac, George Eliot, Hamsun, Turgenew daran, dass die dichterische Beschäftigung mit der dörflichen Welt eine europäische Erscheinung war.
Schon seit dem 13. Jahrhundert gab es sogenannte Bauerndichtung, beispielsweise aus der Feder von Wernher der Gartenaere (wie seine Versnovelle Meier Helmbrecht). Zunächst entstammten die Autoren dieses Genres kaum aus dem bäuerlichen Milieu, da eine höhere Schreibfähigkeit in diesem Kreis nicht verbreitet war. Ab dem 18. Jahrhundert entwickelten sich aus einer realistischen Darstellungsweise landwirtschaftlichen Lebens die Dorfgeschichte und der Dorfroman. In der Schweiz trug zum Genre u. a. Gottfried Keller (Romeo und Julia auf dem Dorfe, 1855/1856) und in Österreich Ludwig Anzengruber bei (Der Schandfleck, 1877). In ihrem 1873 veröffentlichten Alpenroman Die Geier-Wally nutzte Wilhelmine von Hillern das Genre, um das Porträt einer selbstbewussten jungen Frau zu zeichnen, die sich den Konventionen der Weiblichkeit verweigert. Ludwig Thoma hatte sein Romandebüt 1906 mit dem Bauernroman Andreas Vöst.
Ende des 19., Anfang des 20. Jahrhunderts war der Bauernroman ein bei der Leserschaft äußerst beliebter Bestandteil des Naturalismus und der Heimatkunst. Als solcher überhöhte er die Welt der Bauern teilweise mythisch, später wurde er von den Autoren teilweise auch mit Blut-und-Boden- und rassenideologischem Gedankengut versetzt, wozu er sich besonders eignete, und wodurch sich insbesondere der Nationalsozialismus das populäre Genre zunutze machen konnte. Etwas später diente der Bauernroman auch dazu, die Lebenssituation der bäuerlichen Bevölkerung realistisch darzustellen. So schilderte etwa der evangelische Pfarrer und Schriftsteller Artur Brausewetter in seinem Heimatroman Nur ein Bauer (1932) die Nöte der Bauern in Ostpreußen.
Dass Bauernromane auch in der ersten Hälfte des 20. Jahrhunderts keineswegs immer reaktionäre Tendenzen hatten, zeigt das Beispiel von Adam Scharrers Werk Maulwürfe, das sein Autor 1934 in der Tschechoslowakei publizierte, wohin er 1933 geflohen war. Oskar Maria Graf veröffentlichte seinen im bayerischen Bauernmilieu angesiedelten Roman Der harte Handel 1935 im amerikanischen Exil. Schon vor seiner Emigration hatte Graf verschiedene sozialkritische Prosawerke mit bäuerlichem Handlungsrahmen veröffentlicht (Die Chronik von Flechting, 1925; Finsternis, 1926; Das bayrische Dekameron, 1928). Schon in ihrem 1933 in Amsterdam publizierten Roman Der Kopflohn hatte Anna Seghers die Handlung auf dem Land angesiedelt, um darzustellen, wie der Nationalsozialismus in der bäuerlichen Bevölkerung Fuß fassen konnte.
Sehr erfolgreiche Bauernromane nach 1945 waren Anna Wimschneiders autobiografisches Werk Herbstmilch (1985) und Robert Schneiders Roman über einen Musiker, Schlafes Bruder (1992).